# دیوید هال
دیوید هال (انگلیسی: David Hall؛ زادهٔ ۲۰ اکتبر ۱۹۳۰) یک سیاست‌مدار، افسر (ارتش)، و وکیل اهل ایالات متحده آمریکا است.